# Sihanaka
I Sihanaka (o Antisihanaka) sono un popolo del Madagascar che vive nell'area del lago Alaotra. Gli appartenenti a questa etnia sono circa 363.000 e rappresentano il 2% della popolazione malgascia. Il nome "Sihanaka", in lingua malgascia, significa "quelli che errano nelle paludi".